# Fernando Cáceres
Fernando Gabriel Cáceres Zaya (San Isidro, provincia de Buenos Aires, Argentina, 7 de febrero de 1970) es un exjugador de fútbol argentino nacionalizado español. Se desempeñaba como defensa central.
El 1 de noviembre de 2009 recibió varios disparos, uno de ellos en el ojo derecho, por parte de asaltantes que intentaban robarle su automóvil. El exjugador perdió el ojo derecho y sufrió una fractura en la base del cráneo. Actualmente se encuentra en rehabilitación y debe utilizar una silla de ruedas aunque ya está dando sus primeros pasos acompañado de un bastón.

## Trayectoria profesional
Debutó en Argentinos Juniors en 1986. En 1992 fue transferido a River Plate. En 1993 fue vendido al Real Zaragoza. Ganó la Copa del Rey en 1994 y la Recopa de Europa en 1995. Volvió a Argentina en 1996 y jugó en Boca Juniors durante el período de Carlos Bilardo, renovando el plantel xeneize con refuerzos de renombre tales como: Diego Cagna (ambos provenientes de las inferiores de Argentinos Juniors), Diego Latorre quien regresaba al club tras un paso por Europa, Julio César Toresani (con quien ya había compartido plantel en River Plate años atrás), Sebastián Rambert, Facundo Sava, Hugo Romeo Guerra, Roberto Pompei y un joven Juan Román Riquelme, marcando un total de dos goles, el primero fue en un partido amistoso el 1 de agosto ante la Universidad de Chile, y el 10 de noviembre por el Torneo Apertura, ante Unión de Santa Fe, siendo esa misma tarde el debut de Juan Román Riquelme en primera división.
En 1997 pasó al Valencia y luego al Celta de Vigo, donde jugó hasta 2004. Luego de un breve paso por el Córdoba CF, en la segunda división española, volvió a la Argentina. Jugó en Independiente hasta 2006 y luego regresó a Argentinos Juniors, donde no pudo llegar a jugar debido a una seria lesión en los ligamentos de una rodilla por lo que se retiró en 2007. Es el segundo jugador de fútbol de nacionalidad Argentina que más partidos ha jugado en la historia de la primera división del fútbol Español, tras Ariel Ibagaza.

## Selección nacional
Jugó en la selección nacional 24 partidos oficiales entre 1992 y 1997, dirigido por Alfio Basile y Daniel Passarella. En 1993 ganó la Copa América en Ecuador. Integró el equipo en Estados Unidos '94, junto a Maradona, Gabriel Batistuta y Claudio Caniggia.
Su único gol oficial con la camiseta de la selección nacional Argentina lo convirtió en 1997 cuando el equipo dirigido en aquel entonces por Daniel Passarella empató por las eliminatorias a Francia 1998 1 a 1 con Colombia de Carlos Valderrama (autor del gol visitante), ese mismo día debutó en la selección mayor Juan Román Riquelme, con quien ya había compartido plantel en Boca Juniors un año antes.

## El episodio que cambió su vida
El 1 de noviembre de 2009 un grupo de delincuentes intentó robarle su vehículo y le disparó reiteradas veces. Una de las balas le dio en el ojo derecho, que acabó perdiendo, además de sufrir una fractura en la base del cráneo.
"El paciente ingresó en coma, con una herida de bala con entrada por el globo ocular derecho", dijo a la prensa el jefe de guardia del centro asistencial, Rodrigo Bau.
Al día siguiente, fuentes sanitarias informaban que el deportista tenía pocas posibilidades de vida, a la vez que daban a conocer que el proyectil se encontraba alojado en la región paratemporal derecha, con una entrada sobre el globo ocular derecho y una fractura en la base del cráneo. No fue extraído para evitar males mayores. Por su parte, Alejandro Collia, Ministro de Salud de la provincia de Buenos Aires, declaró que el exjugador, "Está en manos de Dios y de los médicos (...) Estamos trabajando para salvarle la vida", mientras se encontraba con asistencia respiratoria y en coma inducido por los médicos.
Están en prisión preventiva tres adolescentes sospechosos de haber atacado a balazos al exfutbolista.
A finales del mes de noviembre le quitaron la respiración artificial y el exjugador era capaz de comunicarse por señas, por lo que su hermano dijo mostrarse muy optimista con respecto a su recuperación.
El 5 de enero de 2010, fue dado de alta del Hospital Ramón Carrillo. Realizará su rehabilitación psicomotriz en una clínica en la ciudad de Escobar.
En septiembre de 2012, dio una entrevista a la revista La Garganta Poderosa, donde declaró: "Esos chicos que me robaron, como todos los demás, deberían haber estado contenidos" y se expresó en contra de la "mano dura", la represión policial en las villas de emergencia.
El 26 de diciembre de 2012, recibió por parte del Real Zaragoza, la máxima distinción del club, la Insignia de Oro y Brillantes.
En agosto de 2013 fue nuevamente asaltado. Una pareja ingresó a su domicilio y, tras golpearlo y amenazarlo, se llevaron algunas pertenencias de valor y dinero que sería utilizado para su rehabilitación.
Actualmente se encuentra realizando su recuperación física, en un centro acuático de Hurlingham, Centro Acuático Novellino, en donde ha realizado grandes avances en los últimos tiempos, al punto de que ha logrado caminar nuevamente, con la ayuda de un bastón.
El 11 de octubre de 2016 recibe una distinción como Ciudadano Ilustre del Deporte, honor que se le otorga en la Legislatura de la Ciudad de Buenos Aires. Asisten al evento grandes personalidades del deporte, y la actualidad nacional que quieren estar presentes en este reconocimiento al deportista, a su esfuerzo y ganas de seguir creciendo a pesar de la adversidad.

## Estadísticas

### Como jugador
Datos actualizados al fin de la carrera deportiva.
| Argentinos Juniors Argentina |               |               |     |    |    |    |    |     |     |    |
| 1.ª | 1986-87       | 1             | 0   | -  | -  | -  | -  | 1   | 0   |    |
| 1.ª | 1988-89       | 34            | 13  | -  | -  | -  | -  | 34  | 13  |    |
| 1.ª | 1989-90       | 35            | 3   | -  | -  | 6  | 2  | 41  | 5   |    |
| 1.ª | 1990-91       | 34            | 1   | -  | -  | 3  | 0  | 37  | 0   |    |
| 1.ª | A-1991        | 16            | 0   | -  | -  | 2  | 0  | 18  | 0   |    |
| Total club | Total club    | 120           | 17  | 0  | 0  | 11 | 2  | 131 | 19  |    |
| River Plate Argentina |               |               |     |    |    |    |    |     |     |    |
| 1.ª | C-1992        | 19            | 0   | -  | -  | -  | -  | 19  | 0   |    |
| 1.ª | A-1992        | 19            | 0   | -  | -  | 2  | 0  | 21  | 0   |    |
| 1.ª | C-1993        | 18            | 2   | -  | -  | 6  | 0  | 24  | 2   |    |
| Total club | Total club    | 56            | 2   | 0  | 0  | 8  | 0  | 64  | 2   |    |
| Real Zaragoza · España |               |               |     |    |    |    |    |     |     |    |
| 1.ª | 1993-94       | 30            | 1   | 10 | 0  | -  | -  | 40  | 1   |    |
| 1.ª | 1994-95       | 31            | 0   | 4  | 0  | 9  | 0  | 44  | 0   |    |
| 1.ª | 1995-96       | 30            | 0   | 4  | 0  | 6  | 0  | 40  | 0   |    |
| Total club | Total club    | 91            | 1   | 18 | 0  | 15 | 0  | 124 | 1   |    |
| Boca Juniors Argentina |               |               |     |    |    |    |    |     |     |    |
| 1.ª | A-1996        | 15            | 1   | -  | -  | 5  | 0  | 20  | 1   |    |
| Total club | Total club    | 15            | 1   | 0  | 0  | 5  | 0  | 20  | 1   |    |
| Valencia · España |               |               |     |    |    |    |    |     |     |    |
| 1.ª | 1996-97       | 22            | 0   | 2  | 0  | 2  | 0  | 26  | 0   |    |
| 1.ª | 1997-98       | 29            | 0   | 6  | 0  | -  | -  | 35  | 0   |    |
| Total club | Total club    | 51            | 0   | 8  | 0  | 2  | 0  | 61  | 0   |    |
| Celta de Vigo · España |               |               |     |    |    |    |    |     |     |    |
| 1.ª | 1998-99       | 36            | 1   | 2  | 1  | 8  | 0  | 46  | 2   |    |
| 1.ª | 1999-00       | 35            | 1   | 1  | 0  | 10 | 0  | 46  | 1   |    |
| 1.ª | 2000-01       | 36            | 0   | 8  | 1  | 16 | 1  | 60  | 2   |    |
| 1.ª | 2001-02       | 33            | 1   | 2  | 0  | 2  | 1  | 37  | 2   |    |
| 1.ª | 2002-03       | 34            | 0   | 2  | 0  | 4  | 0  | 40  | 0   |    |
| 1.ª | 2003-04       | 24            | 0   | 4  | 0  | 7  | 0  | 35  | 0   |    |
| Total club | Total club    | 198           | 3   | 19 | 2  | 47 | 2  | 264 | 7   |    |
| Córdoba · España |               |               |     |    |    |    |    |     |     |    |
| 2.ª | 2004          | 11            | 0   | 1  | 0  | -  | -  | 12  | 0   |    |
| Total club | Total club    | 11            | 0   | 1  | 0  | 0  | 0  | 12  | 0   |    |
| Independiente Argentina |               |               |     |    |    |    |    |     |     |    |
| 1.ª | C-2005        | 11            | 0   | -  | -  | -  | -  | 11  | 0   |    |
| 1.ª | A-2005        | 18            | 4   | -  | -  | -  | -  | 18  | 4   |    |
| 1.ª | C-2006        | 17            | 0   | -  | -  | -  | -  | 17  | 0   |    |
| Total club | Total club    | 46            | 4   | 0  | 0  | 0  | 0  | 46  | 4   |    |
| Total carrera | Total carrera | Total carrera | 588 | 28 | 46 | 2  | 88 | 4   | 722 | 34 |
| (1) Incluye datos de la Copa del Rey, Supercopa de España. (2) Incluye datos de la Supercopa Sudamericana, Copa Libertadores, Recopa de Europa, Supercopa de Europa, Copa UEFA, Copa Intertoto de la UEFA, Liga de Campeones de la UEFA. (3) No incluye goles en partidos amistosos. |               |               |     |    |    |    |    |     |     |    |

#### Selección nacional
| Selección | Año   | Amistoso | Amistoso | Eliminatorias | Eliminatorias | Copa América | Copa América | Copa del Mundo | Copa del Mundo | Total | Total |
| Selección | Año   | PJ       | G        | PJ            | G             | PJ           | G            | PJ             | G              | PJ    | G     |
| --------- | ----- | -------- | -------- | ------------- | ------------- | ------------ | ------------ | -------------- | -------------- | ----- | ----- |
| Argentina | 1993  | -        | -        | 3             | 0             | 2            | 0            | -              | -              | 5     | 0     |
| Argentina | 1994  | 1        | 0        | -             | -             | -            | -            | 4              | 0              | 5     | 0     |
| Argentina | 1995  | 2        | 0        | -             | -             | 3            | 0            | -              | -              | 5     | 0     |
| Argentina | 1996  | -        | -        | 2             | 0             | -            | -            | -              | -              | 2     | 0     |
| Argentina | 1997  | -        | -        | 1             | 1             | -            | -            | -              | -              | 1     | 1     |
| Total     | Total | 3        | 0        | 6             | 1             | 5            | 0            | 4              | 0              | 18    | 1     |

### Como entrenador
| Club                    | País      | Año  |
| ----------------------- | --------- | ---- |
| Independiente (Reserva) | Argentina | 2009 |

## Palmarés

### Campeonatos nacionales
| Título       | Club          | País   | Año  |
| ------------ | ------------- | ------ | ---- |
| Copa del Rey | Real Zaragoza | España | 1994 |

### Copas internacionales
| Título                         | Club(*)                       | País            | Año  |
| ------------------------------ | ----------------------------- | --------------- | ---- |
| Campeonato Sudamericano Sub-17 | Selección sub-17 de Argentina | Argentina       | 1985 |
| Copa América                   | Selección de Argentina        | Ecuador         | 1993 |
| Recopa de Europa               | Real Zaragoza                 | París           | 1995 |
| Copa Intertoto de la UEFA      | Celta de Vigo                 | San Petersburgo | 2000 |